# Anton Bankič (jezuit)
Anton Bankič, slovenski jezuit, * 17. oktober 1814, Tarčet pri Podbonescu, † 11. september 1891, Gorica.

## Življenje
Anton Bankič (tudi Banchig) se je rodil v slovenski kmečki družini očetu Antonu Bankiču in materi Mariji Matelič v Tarčetu pri Podbonescu. Vstopil je v Družbo Jezusovo in zaslovel kot izreden cerkveni govornik v slovenskem, furlanskem in italijanskem jeziku. 
Deloval je v raznih krajih, od 1864 dalje v Gorici. Goriška nadškofa Franz Xaver Luschin in Andreas Gollmayr sta pospeševala ljudske misijone kot najbolj učinkovito sredstvo za versko-nravno prenovo krščanskega življenja. Vseh teh ljudskih misijonov na Liveku, v Kanalu, Komnu, Kojskem, Štivanu, Štandrežu, Gorici in Špetru Slovenov se je udeležilo po več tisoč ljudi, vodil pa jih je Bankič.